# Mary Elizabeth Byrne
Pour les articles homonymes, voir Byrne.
Mary Elizabeth Byrne, née le 2 juillet 1880 et morte le 19 janvier 1931 , est une linguiste, poétesse et journaliste irlandaise.

## Biographie
Née le 2 juillet 1880, Mary Elizabeth Byrne effectue ses études au collège dominicain de Sion's Hill (en). Elle est diplômée de l'Université nationale d'Irlande en 1905. Par la suite, elle reçoit la Médaille d'or du Chancelier (en) et est ensuite admise à l'Académie royale d'Irlande.
Elle meurt le 19 janvier 1931.

## Œuvre
Mary Elizabeth Byrne est en particulier connue pour son travail sur plusieurs dictionnaires de linguistique, le Old and Mid-Irish Dictionary ainsi que le Dictionary of the Irish Language.
Mais son travail le plus connu reste la traduction qu'elle effectue en 1905 du poème haut-médiéval Rob tu mo bhoile, a Comdi cride, qui permet la création de l'hymne Be thou my vision.